# Distretto di Farap
Il distretto di Farap è un distretto del Turkmenistan situato nella provincia di Lebap. Ha per capoluogo la città di Farap.